# Jean-Pierre Detremmerie

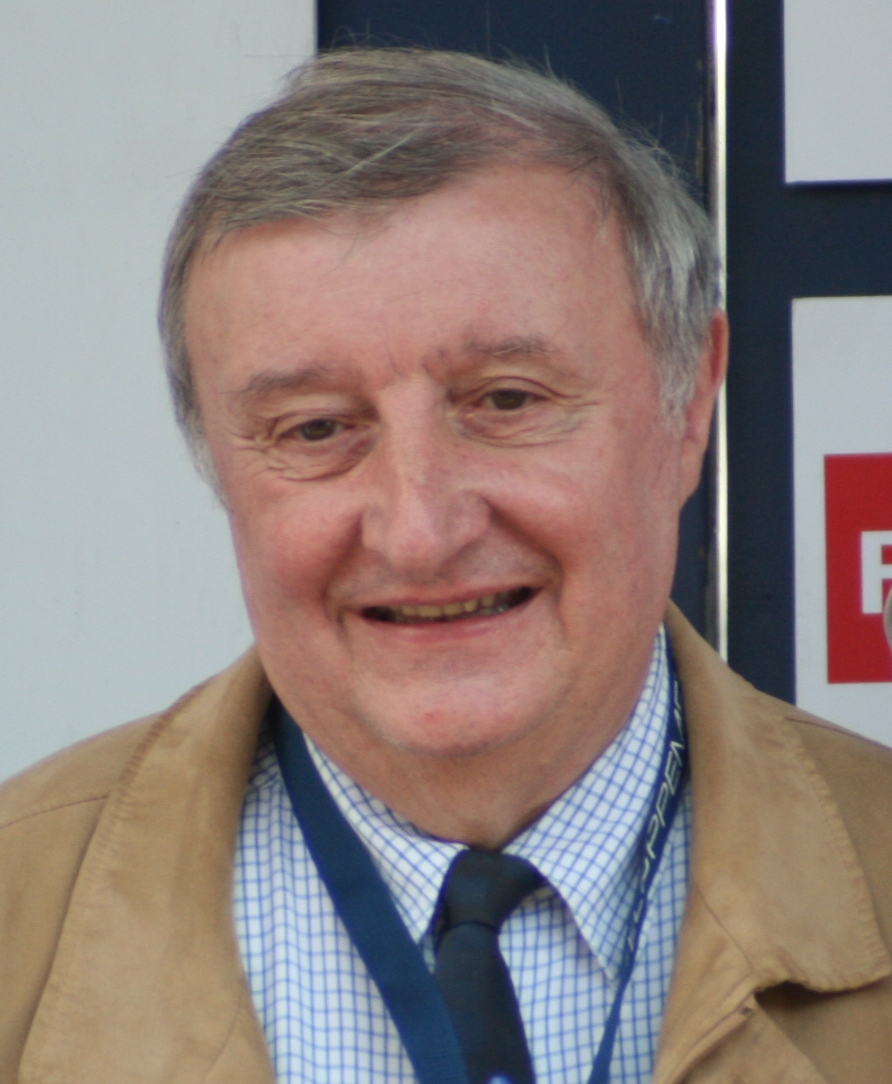
Jean-Pierre Detremmerie, augustus 2008

Jean-Pierre Detremmerie (Moeskroen, 10 oktober 1940 – aldaar, in de nacht van 20 op 21 februari 2016) was een Belgisch politicus en burgemeester, lange tijd actief binnen het cdH.

## Levensloop
Als regent in de Germaanse talen, werd hij leerkracht moderne talen aan het Collège Saint-Augustin in Edingen.
Al snel werd hij politiek actief voor de PSC (voorloper van het cdH) en werd voor deze partij in 1970 verkozen tot gemeenteraadslid van Moeskroen. Na de fusies van de gemeenten werd hij er in 1976 schepen van Jeugd en Sport onder burgemeester Robert Devos en in 1980 volgde hij Devos op als burgemeester van Moeskroen, een functie die hij 26 jaar lang uitoefende, tot in 2006. Als burgemeester maakte hij maximaal gebruik van de gunstige geografische ligging van de stad om belangrijke industriële investeringen aan te trekken. Ook steunde hij met volle overtuiging voetbalclub Excelsior Moeskroen, die lange tijd de vaandeldrager was van lokale initiatieven in de gemeente. In 2005 werd hem het voorzitterschap van de voetbalclub aangeboden, maar dat weigerde hij. Ook was Detremmerie medeoprichter en voorzitter van de IEG, de intercommunale die instaat voor het stimuleren van het bedrijfsleven in de streek Moeskroen-Komen-Waasten-Steenput. 
In februari 1981 volgde hij Devos eveneens op als lid van de Kamer van volksvertegenwoordigers voor het arrondissement Doornik-Aat-Moeskroen, wat hij bleef tot in 2003. Van 1981 tot 1995 was hij als gevolg van de toenmalige dubbelmandaten tevens lid van de Waalse Gewestraad en de Raad van de Franse Gemeenschap. In deze laatste assemblee was Detremmerie van 1986 tot 1990 secretaris. Als voorstander van een unitaire staat stond Detremmerie afkerig tegenover de verschillende staatshervormingen, alsook tegenover de Pacificatiewet die een oplossing bood voor de taalstrijd in Voeren en Komen-Waasten. Niettemin keurde hij deze institutionele hervormingen telkens mee goed, waarbij hij van zijn invloed gebruik maakte om belangrijke dossiers voor zijn streek door te duwen. Bij de verkiezingen van 2003 werd hij vanop de derde plaats van de cdH-lijst voor de provinciale kieskring Henegouwen niet herkozen als volksvertegenwoordiger. Een jaar later liet hij zich voor het arrondissement Doornik-Aat-Moeskroen verkiezen in het Waals Parlement en van het Parlement van de Franse Gemeenschap werd. In april 2005, enkele maanden voor zijn 65ste verjaardag, nam hij ontslag ten gunste van zijn stadsgenoot Damien Yzerbyt. 
Na de gemeenteraadsverkiezingen van 2006 gaf hij het burgemeesterschap van Moeskroen door aan zijn partijgenoot Alfred Gadenne en werd Detremmerie cdH-fractieleider in de gemeenteraad. Nadat er enkele vermeende schandalen over gesjoemel bij de financiering van voetbalclub Excelsior Moeskroen werden rondgestrooid, nam hij in februari 2007 ontslag uit de cdH-afdeling van Moeskroen en ging hij tot aan het einde van de legislatuur in 2012 als onafhankelijk gemeenteraadslid zetelen. In december 2011 werd hij officieel in verdenking gesteld voor schriftvervalsing en verduistering. Op 23 februari 2016 moest Detremmerie voor de raadkamer verschijnen, die zou oordelen of hij al dan niet doorverwezen zou worden naar de correctionele rechtbank. Twee dagen ervoor, in de nacht van 20 op 21 februari 2016 beroofde hij zichzelf echter op 75-jarige leeftijd van het leven, waardoor het gerechtelijk onderzoek tegen hem zonder gevolg werd afgesloten. 